# Dad'x
 (octobre 2019).
Dad'x est une série télévisée d'animation française en 26 épisodes de 26 minutes diffusée à partir du 21 décembre 1998 sur TF1 dans l'émission TF! Jeunesse.

## Fiche technique
- Titre : Dad'x
- Auteurs : Stéphane Vernon, Axelle Khaye
- Réalisation : Francis Nielsen
- Storyboard : Jaume Rovira, Jesus Garcia, José-Maria Martin Saury et Audreu Balcells
- Direction artistique : Anne Evrard et Charlotte Ravieri
- Direction de l'animation : Francisco Urena
- Décors : Annie Petillon et Bruno Lamat
- Musique : Paul Racer et Matt Son
- Montage : Xavier Zapata, Edu Pico et Papitu Serrahima
- Production : Claude Carrère et Antoni D'Ocon
- Sociétés de production : Carrère Group, TF1, D'Ocon Films Productions, Videal
- Studio d'animation : D'Ocon Films Productions
- Pays d'origine : France
- Nombre d'épisodes : 26
- Durée : 26 minutes

## Voix françaises
- Michel Tugot-Doris : Dad'x
- Jean-Claude Donda : Foudror
- Sybille Tureau : Aglagla
- Naïké Fauveau : Princesse
- Olivier Jankovic : Gouly
- Christophe Lemoine : Gadget
- Cyrille Artaux : Swamollo
- Gérard Boucaron : Cruck